# Érgirolt
Érgirolt (románul: Ghirolt) falu Romániában, Szatmár megyében.

## Fekvése
Az Alföld keleti szélén, az Ér bal partján, Érmindszent, Krasznaszentmiklós és Királydaróc között fekvő település.

## Története
Érgirolt már az Árpád-korban is lakott hely volt. Nevét az oklevelek 1240-ben említették először Gyrolt alakban.
Nevét 1376-ban Gymolth, 1410-ben Gyrolth, Ér-Girolt, Gyroltnak írták.
1297 előtt Endrew fia Dénes birtoka volt, aki birtokát Zaznogi, Zaakachoi és Gyurói Anduma fiainak Thelanak, Nezdanak és Pálnak adta, őket a váradi káptalan be is iktatta a birtokba.
1410-ben Kusalyi Jakcs családot iktatta be a váradi káptalan Zsigmond király rendeletére Girolt birtokába.
1495-ben II. Ulászló király az akkor Közép-Szolnokhoz tartozó Gyrolth birtokban a királyi jogot Véglesi Horvát Gáspárra és Schelin Kiliánra bízta.
1518-ban a Szentkirályi család birtoka volt.
1586-ban Bőnyei Ferenc giróthi birtokrészét Báthory István fejedelem Ladmóczi Horváth Jánosnak adományozta.
Az 1594 körüli háborús idők miatt Ladmóczi Horváth János jobbágyait, kiknek házait felégették, felmentette az adózás alól Báthory Zsigmond fejedelem.
1641-ben Ghirot részbirtokon egyenlően osztoztak néhai Érszentkirályi Szentkirályi István felesége Dobai Judit és három gyermeke.
1687 előtt Érgirolt teljesen elpusztult.
1715-ben már 1 nemes, és 10 jobbágy fizetett adót, melyből 8 magyar, és 3 oláh. A népesség száma ekkor 99 fő volt, melyből 72 magyar, 27 oláh volt.
1772-ben Mezei György, Horváth András és Klára eladták Girolt faluhoz való jogukat 1200 magyar forintért Wesselényi Farkasnak.
1847-ben 294 lakosa volt Érgiroltnak, melyből 11 fő római katolikus, 268 görögkatolikus, 15 református.
1890-ben 492 lakosa volt, ebből 162 magyar, 5 német, 324 oláh, melyből 101 fő római katolikus, 324 görögkatolikus, 5 evangélikus, 49 református, 13 izraelita. A házak száma ekkor 68 volt.
A trianoni békeszerződésig Szilágy vármegye Tasnádi járásához tartozott.
A 2002-es népszámláláskor 181 lakosa közül 107 fő (59,1%) román, 74 (40,9%) pedig magyar volt.

## Nevezetességek
- Görögkatolikus fatemploma 1898-ban épült.